# Mistrzostwa Europy w Pływaniu na krótkim basenie 2005
13. Mistrzostwa Europy w pływaniu na krótkim basenie odbyły się w dniach 8–11 grudnia 2005 roku w Trieście (Włochy).

## Rezultaty mężczyzn

### 50 m stylem dowolnym
| Medal | Zawodnik           | Państwo         | Czas  |
| ----- | ------------------ | --------------- | ----- |
|       | Mark Foster        | Wielka Brytania | 21,27 |
|       | Frédérick Bousquet | Francja         | 21,47 |
|       | Johan Kenkhuis     | Holandia        | 21,51 |

### 100 m stylem dowolnym
| Medal | Zawodnik          | Państwo | Czas     |
| ----- | ----------------- | ------- | -------- |
|       | Filippo Magnini   | Włochy  | 46,52 ER |
|       | Steffen Deibler   | Niemcy  | 47,43    |
|       | Jewgienij Łagunow | Rosja   | 47,55    |

### 200 m stylem dowolnym
| Medal | Zawodnik              | Państwo         | Czas    |
| ----- | --------------------- | --------------- | ------- |
|       | Filippo Magnini       | Włochy          | 1:42,89 |
|       | Massimiliano Rosolino | Włochy          | 1:43,32 |
|       | Ross Davenport        | Wielka Brytania | 1:43,93 |

### 400 m stylem dowolnym
| Medal | Zawodnik           | Państwo | Czas       |
| ----- | ------------------ | ------- | ---------- |
|       | Jurij Priłukow     | Rosja   | 3:37,81 ER |
|       | Paweł Korzeniowski | Polska  | 3:38,20    |
|       | Paul Biedermann    | Niemcy  | 3:39,88    |

### 1500 m stylem dowolnym
| Medal | Zawodnik            | Państwo         | Czas        |
| ----- | ------------------- | --------------- | ----------- |
|       | Jurij Priłukow      | Rosja           | 14:27,12 ER |
|       | David Davies        | Wielka Brytania | 14:35,94    |
|       | Mateusz Sawrymowicz | Polska          | 14:38,86    |

### 50 m stylem grzbietowym
| Mrdal | Zawodnik           | Państwo         | Czas  |
| ----- | ------------------ | --------------- | ----- |
|       | Thomas Rupprath    | Niemcy          | 23,57 |
|       | Arkadij Wiatczanin | Rosja           | 23,95 |
|       | Liam Tancock       | Wielka Brytania | 24,06 |

### 100 m stylem grzbietowym
| Medal | Zawodnik           | Państwo | Czas  |
| ----- | ------------------ | ------- | ----- |
|       | László Cseh        | Węgry   | 51,29 |
|       | Arkadij Wiatczanin | Rosja   | 51,47 |
|       | Thomas Rupprath    | Niemcy  | 51,50 |

### 200 m stylem grzbietowym
| Medal | Zawodnik           | Państwo   | Czas       |
| ----- | ------------------ | --------- | ---------- |
|       | Markus Rogan       | Austria   | 1:50,43 WR |
|       | Arkadij Wiatczanin | Rosja     | 1:50,77    |
|       | Gordan Kožulj      | Chorwacja | 1:53,01    |

### 50 m stylem klasycznym
| Medal | Zawodnik          | Państwo  | Czas  |
| ----- | ----------------- | -------- | ----- |
|       | Ołeh Lisohor      | Ukraina  | 26,67 |
|       | Alessandro Terrin | Włochy   | 26,79 |
|       | Matiaz Markič     | Słowenia | 27,08 |

### 100 m stylem klasycznym
| Medal | Zawodnik          | Państwo | Czas  |
| ----- | ----------------- | ------- | ----- |
|       | Ołeh Lisohor      | Ukraina | 58,07 |
|       | Romanos Alyfantis | Grecja  | 58,08 |
|       | Walerij Dymo      | Ukraina | 58,60 |

### 200 m stylem klasycznym
| Medal | Zawodnik        | Państwo | Czas    |
| ----- | --------------- | ------- | ------- |
|       | Sławomir Kuczko | Polska  | 2:07,01 |
|       | Grigorij Falko  | Rosja   | 2:07,04 |
|       | Paolo Bossini   | Włochy  | 2:07,70 |

### 50 m stylem motylkowym
| Medal | Zawodnik       | Państwo         | Czas  |
| ----- | -------------- | --------------- | ----- |
|       | Lars Frölander | Szwecja         | 23,08 |
|       | Mark Foster    | Wielka Brytania | 23,12 |
|       | Matti Rajakyla | Finlandia       | 23,17 |

### 100 m stylem motylkowym
| Medal | Zawodnik              | Państwo  | Czas  |
| ----- | --------------------- | -------- | ----- |
|       | Thomas Rupprath       | Niemcy   | 50,55 |
|       | Jewgienij Korotyszkin | Rosja    | 51,32 |
|       | Peter Mankoč          | Słowenia | 51,47 |

### 200 m stylem motylkowym
| Medal | Zawodnik           | Państwo | Czas    |
| ----- | ------------------ | ------- | ------- |
|       | Paweł Korzeniowski | Polska  | 1:50,89 |
|       | Helge Meeuw        | Niemcy  | 1:52,49 |
|       | Nikołaj Skworcow   | Rosja   | 1:53,58 |

### 100 m stylem zmiennym
| Medal | Zawodnik            | Państwo  | Czas  |
| ----- | ------------------- | -------- | ----- |
|       | Peter Mankoč        | Słowenia | 52,65 |
|       | Ołeh Lisohor        | Ukraina  | 53,38 |
|       | Vytautas Janušaitis | Litwa    | 54,16 |

### 200 m stylem zmiennym
| Medal | Zawodnik            | Państwo | Czas       |
| ----- | ------------------- | ------- | ---------- |
|       | László Cseh         | Węgry   | 1:53,46 WR |
|       | Vytautas Janušaitis | Litwa   | 1:55,52    |
|       | Alessio Boggiatto   | Włochy  | 1:56,11    |

### 400 m stylem zmiennym
| Medal | Zawodnik          | Państwo | Czas       |
| ----- | ----------------- | ------- | ---------- |
|       | László Cseh       | Węgry   | 4:00,37 WR |
|       | Luca Marin        | Włochy  | 4:02,88    |
|       | Alessio Boggiatto | Włochy  | 4:06,38    |

### 4×50m stylem dowolnym (sztafeta)
| Medal | Zawodnik                                                   | Państwo         | Czas       |
| ----- | ---------------------------------------------------------- | --------------- | ---------- |
|       | Mark Veens Mitja Zastrow Gijs Damen Johan Kenkhuis         | Holandia        | 1:25,03 WR |
|       | Julien Sicot David Maitre Alain Bernard Frédérick Bousquet | Francja         | 1:25,40    |
|       | Mark Foster Liam Tancock Chris Cozens Anthony Howard       | Wielka Brytania | 1:25,85    |

### 4×50m stylem zmiennym (sztafeta)
| Medal | Zawodnik                                                        | Państwo         | Czas    |
| ----- | --------------------------------------------------------------- | --------------- | ------- |
|       | Thomas Rupprath Mark Warnecke Johannes Dietrich Steffen Deibler | Niemcy          | 1:34,83 |
|       | Andrij Olejnik Ołeh Lisohor Serhij Breus Wiaczesław Szyrszow    | Ukraina         | 1:34,91 |
|       | Liam Tancock Chris Cook Matthew Clay Mark Foster                | Wielka Brytania | 1:35,22 |

## Rezultaty kobiet

### 50 m stylem dowolnym
| Medal | Zawodniczka           | Państwo  | Czas  |
| ----- | --------------------- | -------- | ----- |
|       | Marleen Veldhuis      | Holandia | 24,32 |
|       | Cristina Chiuso       | Włochy   | 24,37 |
|       | Anna-Karin Kammerling | Szwecja  | 24,52 |

### 100 m stylem dowolnym
| Medal | Zawodnik            | Państwo   | Czas  |
| ----- | ------------------- | --------- | ----- |
|       | Marleen Veldhuis    | Holandia  | 52,84 |
|       | Hanna-Maria Seppälä | Finlandia | 53,36 |
|       | Petra Dallmann      | Niemcy    | 53,56 |
|       | Alena Popchanka     | Francja   | 53,56 |

### 200 m stylem dowolnym
| Medal | Zawodniczka         | Państwo | Czas    |
| ----- | ------------------- | ------- | ------- |
|       | Josefin Lillhage    | Szwecja | 1:55,54 |
|       | Federica Pellegrini | Włochy  | 1:55,54 |
|       | Paulina Barzycka    | Polska  | 1:55,97 |

### 400 m stylem dowolnym
| Medal | Zawodniczka         | Państwo         | Czas       |
| ----- | ------------------- | --------------- | ---------- |
|       | Laure Manaudou      | Francja         | 3:56,79 WR |
|       | Joanne Jackson      | Wielka Brytania | 4:01,12    |
|       | Federica Pellegrini | Włochy          | 4:02,81    |

### 800 m stylem dowolnym
| Medal | Zawodniczka          | Państwo    | Czas       |
| ----- | -------------------- | ---------- | ---------- |
|       | Laure Manaudou       | Francja    | 8:11,25 WR |
|       | Anastasija Iwanienko | Rosja      | 8:14,51    |
|       | Flavia Rigamonti     | Szwajcaria | 8:20,32    |

### 50 m stylem grzbietowym
| Medal | Zawodniczka              | Państwo  | Czas  |
| ----- | ------------------------ | -------- | ----- |
|       | Louise Ørnstedt          | Dania    | 27,26 |
|       | Janine Pietsch           | Niemcy   | 27,47 |
|       | Alaksandra Hierasimienia | Białoruś | 27,59 |

### 100 m stylem grzbietowym
| Medal | Zawodniczka     | Państwo | Czas  |
| ----- | --------------- | ------- | ----- |
|       | Laure Manaudou  | Francja | 58,12 |
|       | Louise Ørnstedt | Dania   | 58,63 |
|       | Janine Pietsch  | Niemcy  | 58,65 |

### 200 m stylem grzbietowym
| Medal | Zawodniczka        | Państwo | Czas    |
| ----- | ------------------ | ------- | ------- |
|       | Iryna Amszennikowa | Ukraina | 2:05,12 |
|       | Louise Ørnstedt    | Dania   | 2:06,44 |
|       | Annika Liebs       | Niemcy  | 2:06,73 |

### 50 m stylem klasycznym
| Medal | Zawodniczka       | Państwo | Czas  |
| ----- | ----------------- | ------- | ----- |
|       | Janne Schaefer    | Niemcy  | 30,62 |
|       | Beata Kamińska    | Polska  | 30,71 |
|       | Jelena Bogomazowa | Rosja   | 30,88 |

### 100 m stylem klasycznym
| Medal | Zawodniczka       | Państwo | Czas    |
| ----- | ----------------- | ------- | ------- |
|       | Beata Kamińska    | Polska  | 1:06,51 |
|       | Jelena Bogomazowa | Rosja   | 1:06,89 |
|       | Simone Weiler     | Niemcy  | 1:06,98 |
|       | Chiara Boggiatto  | Włochy  | 1:06,98 |

### 200 m stylem klasycznym
| Medal | Zawodniczka      | Państwo | Czas    |
| ----- | ---------------- | ------- | ------- |
|       | Anne Poleska     | Niemcy  | 2:23,06 |
|       | Katarzyna Dulian | Polska  | 2:23,24 |
|       | Chiara Boggiatto | Włochy  | 2:23,40 |

### 50 m stylem motylkowym
| Medal | Zawodniczka           | Państwo  | Czas  |
| ----- | --------------------- | -------- | ----- |
|       | Anna-Karin Kammerling | Szwecja  | 26,05 |
|       | Inge Dekker           | Holandia | 26,20 |
|       | Fabienne Nadarajah    | Austria  | 26,32 |

### 100 m stylem motylkowym
| Medal | Zawodniczka       | Państwo  | Czas  |
| ----- | ----------------- | -------- | ----- |
|       | Martina Moravcová | Słowacja | 58,19 |
|       | Alena Popczanka   | Francja  | 58,27 |
|       | Johanna Sjöberg   | Szwecja  | 58,39 |

### 200 m stylem motylkowym
| Medal | Zawodniczka        | Państwo | Czas    |
| ----- | ------------------ | ------- | ------- |
|       | Beatrix Boulsevicz | Węgry   | 2:06,62 |
|       | Mette Jacobsen     | Dania   | 2:07,12 |
|       | Aurore Mongel      | Francja | 2:07,52 |

### 100 m stylem zmiennym
| Medal | Zawodniczka         | Państwo   | Czas    |
| ----- | ------------------- | --------- | ------- |
|       | Hanna-Maria Seppälä | Finlandia | 1:00,71 |
|       | Hanna Eriksson      | Szwecja   | 1:01,18 |
|       | Hinkelien Schreuder | Holandia  | 1:01,21 |

### 200 m stylem zmiennym
| Medal | Zawodniczka          | Państwo | Czas    |
| ----- | -------------------- | ------- | ------- |
|       | Katarzyna Baranowska | Polska  | 2:10,25 |
|       | Aleksandra Urbańczyk | Polska  | 2:11,11 |
|       | Darja Bielakina      | Rosja   | 2:11,62 |

### 400 m stylem zmiennym
| Medal | Zawodniczka          | Państwo | Czas    |
| ----- | -------------------- | ------- | ------- |
|       | Katarzyna Baranowska | Polska  | 4:33,70 |
|       | Anastasija Iwanienko | Rosja   | 4:35,27 |
|       | Zsuzsanna Jakabos    | Węgry   | 4:35,68 |

### 4×50m stylem dowolnym (sztafeta)
| Medal | Zawodniczka                                                              | Państwo  | Czas       |
| ----- | ------------------------------------------------------------------------ | -------- | ---------- |
|       | Hinkelien Schreuder Inge Dekker Chantal Groot Marleen Veldhuis           | Holandia | 1:36,27 WR |
|       | Johanna Sjöberg Anna-Karin Kammerling Josefin Lillhage Therese Alshammar | Szwecja  | 1:36,75    |
|       | Dorothea Brandt Daniela Samulski Petra Dallmann Daniela Götz             | Niemcy   | 1:38,90    |

### 4×50m stylem zmiennym (sztafeta)
| Medal | Zawodniczka                                                               | Państwo  | Czas       |
| ----- | ------------------------------------------------------------------------- | -------- | ---------- |
|       | Hinkelien Schreuder Moniek Nijhuis Inge Dekker Marleen Veldhuis           | Holandia | 1:47,44 WR |
|       | Janine Pietsch Janne Schaefer Daniela Samulski Dorothea Brandt            | Niemcy   | 1:47,68    |
|       | Therese Alshammar Rebecca Ejdervik Anna-Karin Kammerling Josefin Lillhage | Szwecja  | 1:49,07    |

## Tabela medalowa
| Miejsce | Państwo         | Złoto | Srebro | Brąz | Razem |
| ------- | --------------- | ----- | ------ | ---- | ----- |
| 1.      | Niemcy          | 5     | 4      | 7    | 16    |
| 2.      | Polska          | 5     | 4      | 2    | 11    |
| 3.      | Holandia        | 5     | 1      | 2    | 8     |
| 4.      | Węgry           | 4     | 0      | 1    | 5     |
| 5.      | Włochy          | 3     | 4      | 6    | 13    |
| 6.      | Francja         | 3     | 3      | 2    | 8     |
| 7.      | Szwecja         | 3     | 2      | 3    | 8     |
| 8.      | Ukraina         | 3     | 2      | 1    | 6     |
| 9.      | Rosja           | 2     | 8      | 4    | 14    |
| 10.     | Wielka Brytania | 1     | 3      | 4    | 8     |
| 11.     | Dania           | 1     | 3      | 0    | 4     |
| 12.     | Finlandia       | 1     | 1      | 1    | 3     |
| 13.     | Słowenia        | 1     | 0      | 2    | 3     |
| 14.     | Austria         | 1     | 0      | 1    | 2     |
| 15.     | Słowacja        | 1     | 0      | 1    | 2     |
| 16.     | Litwa           | 0     | 1      | 1    | 2     |
| 17.     | Grecja          | 0     | 1      | 0    | 1     |
| 18.     | Chorwacja       | 0     | 0      | 1    | 1     |
| –       | Szwajcaria      | 0     | 0      | 1    | 1     |
| –       | Białoruś        | 0     | 0      | 1    | 1     |
|         | Razem           | 39    | 37     | 40   | 116   |